# هايلي هولت
هايلي هولت (بالإنجليزية: Hayley Holt)‏ هي متزلجة نيوزيلندية، ولدت في 3 يوليو 1981.